# 一家子兒咕咕叫
《一家子兒咕咕叫》（英語：Coo-Coo 043）是一部於2022年11月18日上映的臺灣劇情電影，該部電影由詹京霖執導，由游安順、楊麗音、李夢苡樺、胡智強主演。本片獲提名第59屆金馬獎13項大獎，最終本片榮獲第59屆金馬獎最佳劇情片獎以及最佳新演員獎（胡智強）。

## 劇情大綱
本片講述一個以賽鴿維生卻苦苦掙扎的家庭，面臨著兒子失蹤、經濟壓力和女兒的青春躁動，全家人的不安逐漸壓垮彼此身心。而一名流浪少年的加入，為他們全家人的生活帶來改變。

## 演員
- 游安順 飾 阿欽師
- 楊麗音 飾 阿敏
- 李夢苡樺 飾 夢露
- 胡智強 飾 小虎
- 楊慶煌 飾 法師

## 獎項紀錄
| 典禮                  | 獎項               | 入圍者                 | 結果 | 參考 |
| --------------------- | ------------------ | ---------------------- | ---- | ---- |
| 第59屆金馬獎          | 國際影評人費比西獎 | 一家子兒咕咕叫         | 獲獎 |      |
| 第59屆金馬獎          | 最佳劇情片         | 一家子兒咕咕叫         | 獲獎 |      |
| 第59屆金馬獎          | 最佳導演           | 詹京霖                 | 提名 |      |
| 第59屆金馬獎          | 最佳男主角         | 游安順                 | 提名 |      |
| 第59屆金馬獎          | 最佳女配角         | 楊麗音                 | 提名 |      |
| 第59屆金馬獎          | 最佳女配角         | 李夢苡樺               | 提名 |      |
| 第59屆金馬獎          | 最佳男配角         | 胡智強                 | 提名 |      |
| 第59屆金馬獎          | 最佳新演員         | 胡智強                 | 獲獎 |      |
| 第59屆金馬獎          | 最佳原著劇本       | 詹京霖                 | 提名 |      |
| 第59屆金馬獎          | 最佳剪輯           | 詹京霖、林雍益、陳珮盈 | 提名 |      |
| 第59屆金馬獎          | 最佳美術設計       | 張軼峰                 | 提名 |      |
| 第59屆金馬獎          | 最佳造型設計       | 陳怡如                 | 提名 |      |
| 第59屆金馬獎          | 最佳音效           | 杜篤之、江宜真、陳煜傑 | 提名 |      |
| 第59屆金馬獎          | 最佳原創電影音樂   | 許志遠                 | 提名 |      |
| 第4屆台灣影評人協會獎 | 最佳影片           | 一家子兒咕咕叫         | 提名 |      |
| 第4屆台灣影評人協會獎 | 最佳導演           | 詹京霖                 | 提名 |      |
| 第4屆台灣影評人協會獎 | 最佳劇本           | 詹京霖                 | 提名 |      |
| 第4屆台灣影評人協會獎 | 最佳女演員         | 楊麗音                 | 提名 |      |
| 第4屆台灣影評人協會獎 | 最佳男演員         | 游安順                 | 獲獎 |      |
| 第4屆台灣影評人協會獎 | 最佳男演員         | 胡智強                 | 提名 |      |
| 第25屆台北電影獎      | 最佳劇情長片       | 《一家子兒咕咕叫》     | 提名 |      |
| 第25屆台北電影獎      | 最佳男主角         | 游安順                 | 提名 |      |
| 第25屆台北電影獎      | 最佳女配角         | 楊麗音                 | 獲獎 |      |
| 第25屆台北電影獎      | 最佳新演員         | 胡智強                 | 提名 |      |
| 第25屆台北電影獎      | 最佳聲音設計       | 杜篤之、江宜真、陳煜傑 | 獲獎 |      |
| 第25屆台北電影獎      | 最佳造型設計       | 陳怡如                 | 提名 |      |
| 第25屆台北電影獎      | 最佳美術設計       | 張軼峰                 | 提名 |      |
| 第25屆台北電影獎      | 最佳配樂           | 許志遠                 | 提名 |      |

## 外部連結
- 互联网电影数据库（IMDb）上《一家子兒咕咕叫》的资料（英文）
- 一家子兒咕咕叫的Facebook專頁
- 台灣電影網上《一家子兒咕咕叫》的資料（繁體中文）